# Gustav Friedrich Klemm

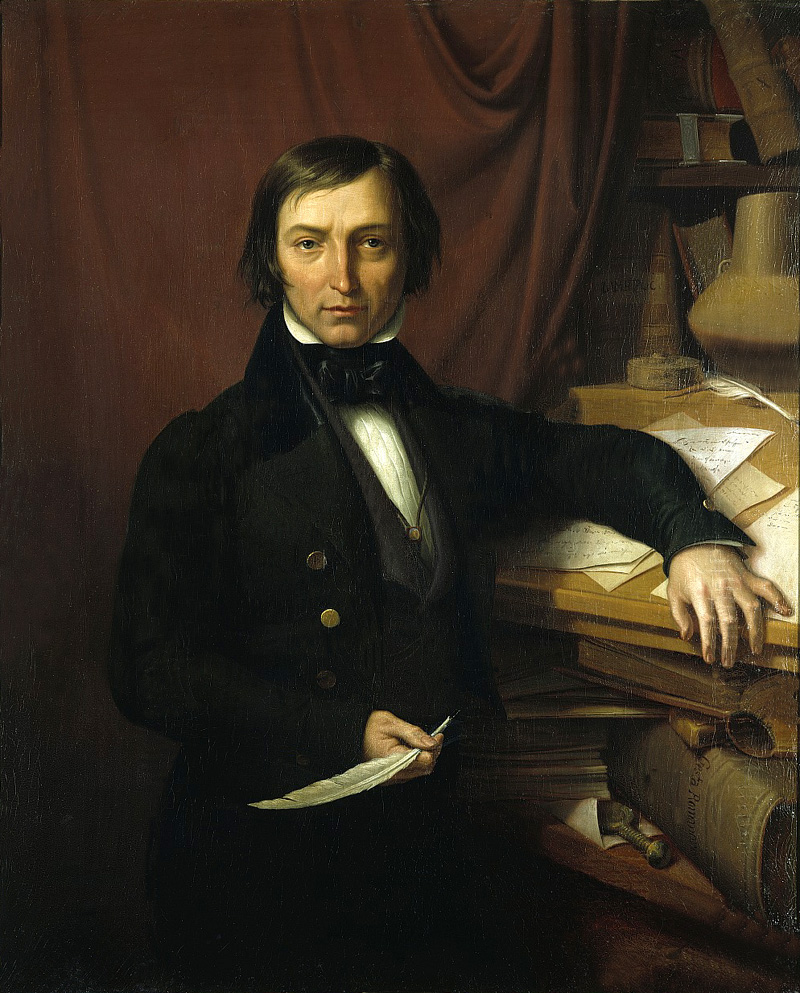
Gustav Friedrich Klemm (Gemälde von Karl Gottlieb Rolle, ca. 1845)

Gustav Friedrich Klemm (* 12. November 1802 in Chemnitz; † 26. August 1867 in Dresden) war ein deutscher Kulturhistoriker und Bibliothekar.

## Leben
Gustav Friedrich Klemm (oft nur Gustav Klemm genannt) war der Sohn des königlich-sächsischen General-Accis-Ober-Einnehmers Johann Heinrich Gottlob Klemm. Seine Schulbildung erhielt er in Freiberg und Chemnitz. Ab 1821 war er an der Universität Leipzig immatrikuliert. Obwohl für ihn eigentlich die Rechtswissenschaft vorgesehen war, widmete er sich historischen Studien und dem Studium der Kulturgeschichte. Seine Dissertation über das Bibliothekswesen reichte er 1825 an der Universität Jena ein.
1825 siedelte er nach Dresden über. Hier verfasste bzw. beendete er einige historische Schriften und versuchte sich auch als Dichter. 1830 ging er als Redakteur der Zeitung „Friedens- und Kriegs-Courier“ nach Nürnberg. Nach einem Jahr trat er eine Stelle als zweiter Sekretär an der Dresdner Königlichen Öffentlichen Bibliothek (jetzt Sächsische Landesbibliothek) an. 1833 erhielt er im Nebenamt die Aufsicht über die königliche Porzellansammlung. 1834 wurde er zum Bibliothekar ernannt. In Dresden war er Mitglied der Freimaurerloge Zum goldenen Apfel.
1838 durchreiste er mit dem damaligen sächsischen Prinzen Johann Italien. Die Reise wertete er literarisch aus. 1852 gab er die Leitung der Dresdner Porzellansammlung auf und wurde Leiter der Königlichen Öffentlichen Bibliothek. Bis dahin war auch sein Hauptwerk, 10 Bände Allgemeine Culturgeschichte der Menschheit, erschienen.
Gustav Friedrich Klemm war einer der ersten Wissenschaftler, der erkannte, dass die Herstellung von Werkzeugen und die Nutzung des Feuers die wesentlichen Merkmale sind, die den Menschen vom Tierreich trennen. Er vertrat aber auch eine Theorie von der Ungleichheit der menschlichen Rassen, die er als wesentlichen Motor der Weltgeschichte ansah. Völkische Kreise machten sich seine Auffassungen später zum Teil zu eigen.
Eine große Leidenschaft Klemms war das Sammeln ethnologisch-kulturhistorischer Objekte, wobei ihm seine zahlreichen und weitreichenden persönlichen Beziehungen zugutekamen. Da er selbst kaum Reisen unternahm, erschloss er sich die Kenntnis über fremde Kulturen und Völker zum Teil über die Sammelobjekte. Seine völkerkundliche Sammlung umfasste zuletzt etwa 15.000 Exponate, von denen er einen Teil in einem privat in einem Dresdner Hause in fünf Räumen eingerichteten Museum ausstellte.
Nachdem ihn 1861 ein Augenleiden befallen hatte, das mit vollkommener Erblindung endete, legte er 1864 seine Ämter nieder.
Nach seinem Tode rief eine Gruppe Leipziger Bürger zu einer Spendenaktion für den Ankauf der Klemmschen Sammlung auf. Durch diesen Kauf konnte die Sammlung als Ganzes erhalten bleiben. Die Universität hingegen war nicht zur Übernahme der Sammlung zu bewegen, obwohl ein von Heinrich Wuttke, Professor für historische Hilfswissenschaften, erstelltes Gutachten dieser Sammlung einen sehr hohen wissenschaftlichen Wert attestierte. Sie bildete den Grundstock für das Museum für Völkerkunde zu Leipzig, das heute im Komplex des Grassimuseums beheimatet ist.
Gustav Klemm war seit 1831 verheiratet mit Amalie Friederike, geb. Förster, der Tochter eines Steuereinnehmers. Ihr Sohn Gustav Johannes (* 1832) war Bergingenieur.

## Ehrungen
- 1852 erhielt Gustav Friedrich Klemm den Ehrentitel Hofrat.
- Wegen seiner Bedeutung für Leipzig hinsichtlich des Museums für Völkerkunde wurde 1903 in Leipzig-Connewitz eine Straße als Klemmstraße benannt.[3]

## Veröffentlichungen (Auswahl)

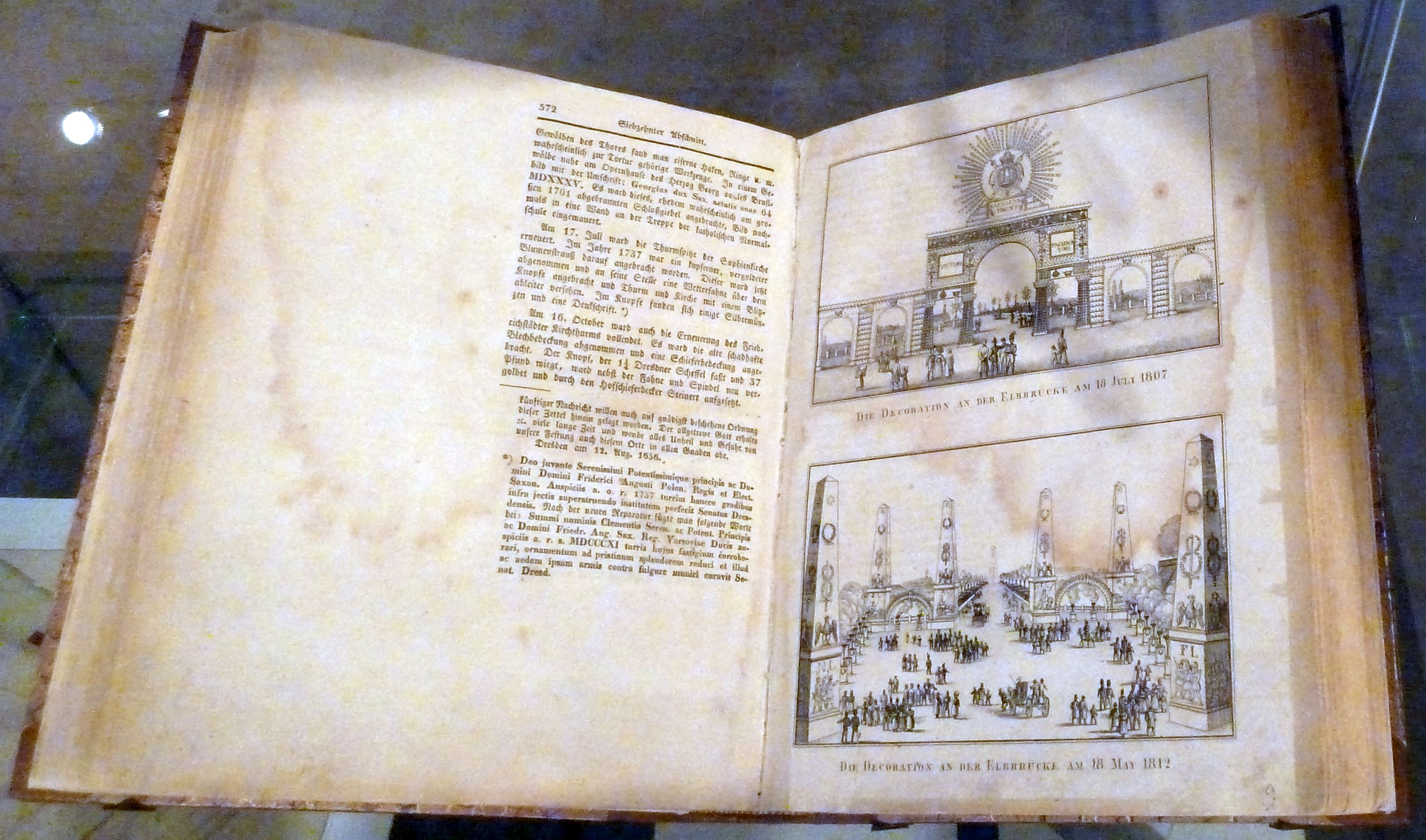
Seite aus der Chronik der Königlich Sächsischen Residenzstadt Dresden im Buchmuseum der SLUB Dresden

- Mein Leben und meine Ansichten über einige Theile des Bibliothekswesens. (= Dissertation). Jena 1825.
- Attila nach der Geschichte, Sage und Legende. Leipzig 1827. Digitalisat
- Herfest. Sechs Gesänge. Zerbst 1829.
- Chronik der Stadt Dresden und ihrer Bürger von den ältesten bis auf unsere Zeiten, 1833, Digitalisat
- Die Königliche Porzellansammlung. Dresden 1834. Digitalisat
- Handbuch der Germanischen Alterthumskunde. Dresden 1836. Digitalisat
- Chronik der Königlich Sächsischen Residenzstadt Dresden. 3 Bände. Dresden 1837. Digitalisat
- Geschichte der Sammlungen für Wissenschaft und Kunst in Deutschland. Zerbst 1837.  Digitalisat
- Italica; Reise durch Italien. Dresden 1839. Digitalisat
- Fantasie über ein Museum für die Culturgeschichte der Menschheit. Dresden 1843. (Digitalisat)
- Allgemeine Culturgeschichte der Menschheit. 10 Bände. Leipzig 1843–1852. Die Einleitung und die Urzustände der Menschheit enthaltend, Band 1, Die Jäger- und Fischervölker der passiven Menschheit, Band 2, Die Hirtenvölker der passiven Menschheit, Band 3, Die Urzustände der Berg- und Wüstenvölker der activen Menschheit und deren Verbreitung über die Erde, Band 4, Die Staaten von Anahuac und das alte Aegypten, Band 5, China und Japan, Band 6, Das Morgenland, Band 7, Das alte Europa, Band 8, Cultur-Geschichte des christlichen Europa, Westeuropa, Band 9, Das christliche Osteuropa, Band 10
- Die Verbreitung der activen Menschenrassen über den Erdball. Dresden 1845. Digitalisat
- Allgemeine Culturwissenschaft. Leipzig 1854–1855. Waffen und Werkzeug Die materiellen Grundlagen Band 1 Die materiellen Grundlagen Band 2
- Die Frauen: Culturgeschichtliche Schilderungen des Zustandes und Einflusses der Frauen in den verschiedenen Zonen und Zeitaltern. 6 Bände. Dresden 1859. Band 1 Band 2 Band 3 Band 4 Band 5 Band 6
- Vor 50 Jahren. Culturgeschichtliche Briefe. Stuttgart 1865. Digitalisat